# Bogheștii de Sus
Bogheștii de Sus – wieś w Rumunii, w okręgu Vrancea, w gminie Boghești. W 2011 roku liczyła 151
mieszkańców.